# 蒙塔尔沃斯
蒙塔尔沃斯，是西班牙卡斯蒂利亚-拉曼恰自治区阿尔瓦塞特省的一个市镇。 总面积25km², 总人口139人（2001年），人口密度6人/km²。